# 古斯曼 (納塔區)
古斯曼（西班牙語：Guzmán），是巴拿馬的城鎮，位於該國中部，由科克萊省的納塔區負責管轄，面積66.1平方公里，海拔高度252米，2010年人口943，人口密度每平方公里14.3人。